# A Bourne-ultimátum
A Bourne-ultimátum (The Bourne Ultimatum) Robert Ludlum A Fantom ultimátuma című regénye alapján készült 2007-es amerikai–német akcióthriller.
A film a Bourne-trilógia (könyvváltozatban a Fantom-trilógia) befejező része, A Bourne-csapda közvetlen folytatása. Jason Bourne szerepében ismét Matt Damon látható, visszatér Julia Stiles és Joan Allen is, míg az új színészek között megtalálható többek között David Strathairn, Scott Glenn és Albert Finney. A direktori székben az előző részt is készítő Paul Greengrass ült, az executive producerek egyike pedig Doug Liman, A Bourne-rejtély rendezője.
A történet ott folytatódik, ahol a 2004-es előzményben abbamaradt: Bourne útja Moszkva után Párizsba, Londonba, Madridba, Tangerbe, majd New Yorkba vezet, hogy felfedje valódi személyazonosságát, miközben a CIA-nek dolgozó bérgyilkosok szüntelenül a nyomában vannak. A három film közül A Bourne-ultimátum kapcsolódik legkevésbé a forrásanyagához.
Az amerikai bemutató 2007. augusztus 3-án volt, a magyar pedig október 25-én.
A film három technikai Oscar-díjat nyert 2008-ban.

## Szereplők
| Szereplő                         | Színész          | Magyar hang   |
| -------------------------------- | ---------------- | ------------- |
| Jason Bourne                     | Matt Damon       | Széles Tamás  |
| Noah Vosen CIA-igazgatóhelyettes | David Strathairn | Jakab Csaba   |
| Pamela Landy                     | Joan Allen       | Spilák Klára  |
| Nicky Parsons                    | Julia Stiles     | Orosz Anna    |
| Ezra Kramer CIA-igazgató         | Scott Glenn      |               |
| Simon Ross                       | Paddy Considine  | Rajkai Zoltán |
| Paz                              | Edgar Ramirez    |               |
| Dr. Albert Hirsch                | Albert Finney    | Gruber Hugó   |
| Martin Kreutz                    | Daniel Brühl     | Stern Dániel  |

## Cselekmény
|  | Alább a cselekmény részletei következnek! |

A sebesült Jason Bourne nem sokkal a moszkvai autós üldözést követően a helyi rendőrség elől menekül. Betör egy orvosi rendelőbe, hogy ellássa sérüléseit, ám két rendőr ráakad. Lefegyverzi őket, de az életüket meghagyja, s elsétál.
Hat héttel később Bourne Párizsban van, hogy közölje Marie halálát annak testvérével, Martinnal. Eljövet a The Guardianben feltűnik neki egy cikk, amiben Simon Ross újságíró CIA-sként utal rá. Bourne találkozót szervez a zsurnalisztával a Waterloo állomáson, Londonban. Mivel egy telefonbeszélgetésben megemlíti a „Fekete hanga” kifejezést, Rosst a CIA figyelemmel kíséri; úgy hiszik, a pályaudvaron forrásával fog találkozni. Bourne kiszúrja a férfit követő ügynököket, s egy mobilon keresztül utasítja annak érdekében, hogy ne fogják el, s közben folyamatosan iktatja ki a Hírszerzés embereit. Langleyben Noah Vosen, a Fekete hangát, vagyis az átkeresztelt Treadstone-t vezető CIA-aligazgató egy bérgyilkost, Pazt küldi Ross és a forrás likvidálására. Vosen csapata azonosítja Bourne-t egy biztonsági kamerán keresztül, s azt feltételezik, ő a forrás. Bourne a vasútállomás egy zárt helyiségébe inti Rosst, aki azonban pánikba esik és felfedi magát, tiszta célpontot jelentve Paznak. Bourne felkapja a holttest mellől az újságíró dokumentumait, amikből megismeri a forrást: Neal Daniels, a CIA madridi állomásfőnöke.
Pamela Landy igazgatóhelyettest felkérik, hogy segítsen Bourne elfogásában. A nő közreműködésével Vosen és egysége is rájön a forrás kilétére. Daniels irodájába küldenek egy csapatot, azonban Bourne már ott várja, s ártalmatlanná teszi őket, majd a Treadstone koordinálásában részt vett Nicky Parsons lép be az ajtón. A lány elmondja Bourne-nak, hogy Daniels Tangerbe menekült, a telefonon jelentkező Vosent pedig úgy tájékoztatja, hogy a célpont már elhagyta a helyszínt. Bourne tárcsázza a rendőrséget, majd a telefonban lövéseket hallat, hogy a kiérkező rendőrök megnehezítsék a közeledő erősítés dolgát. Később, pár nyugodt perc közepette Bourne megkérdezi Nickyt, hogy miért segít neki, ám a lány csak homályos célozgatással válaszol, amit az amnéziás férfi nem tud értelmezni. A CIA üzenetet intéz egy tangeri ügynöküknek, Deshnek, ami Daniels megölésére irányul. Nicky a hivatalos hozzáférési engedélyével találkozót kér Deshtől, amit egy mobilcserével indokol, s így Bourne követni tudja a marokkói bérgyilkost. Vosen rájön az árulásra, így elrendeli Nicky likvidálását is. Landyt felháborítja, ahogy az aligazgató válogatás nélkül ad ki parancsot a CIA személyzetének megöletésére, így otthagyja a küldetést. Desh felfigyel a sarkában lévő Bourne-ra, s csellel sikerül neki végeznie Danielsszel. Ezt követően Nicky után indul, így Bourne-nak gyorsan kell leráznia a Daniels autójának felrobbanása miatt őt üldöző rendőröket. A két képzett gyilkológép kíméletlen kézi összecsapásból végül Bourne kerül ki győztesen. A hullaházban Daniels személyes tárgyai közt olyan nyomot talál, ami egy New York-i CIA-bázishoz irányítja. Indulás előtt segít Nickynek abban, hogy a lány köddé tudjon válni.
New Yorkban Bourne egy szomszédos épületről figyeli Landyt és Vosent. Felhívja a nőt, aki elárulja neki igazi nevét: David Webb. Ezen kívül születési dátumként a 4/15/71-et közli vele, ami valójában a Treadstone a 415 East Steet 71-en található létesítményének címét fedi. Bourne üzenetben kéri Landyt, hogy találkozzon vele. Vosen és csapata tanúja a kommunikációnak, így maximális erőkkel indulnak Landy után. A találkozó azonban elterelés: Bourne átkutatja Vosen irodáját; magához veszi a Fekete hanga szigorúan titkos dokumentumait. Vosen rájön az átverésre, mikor Bourne felhívja őt; az aligazgató visszarendeli minden emberét. Bourne-nak sikerül megszöknie, s életveszélyes autós hajszába keveredik az ügynökökkel és Pazzal, akit nem öl meg, mikor erre lehetősége nyílna. A célépület előtt már várja Landy, akinek átadja az aktákat. Odabenn Bourne találkozik Dr. Albert Hirsch-sel, aki a Treadstone pszichológiai kiképzéséért felelt. Segítségével Bourne-nak eszébe jutnak múltja hiányos momentumai: David Webbként maga jelentkezett a programba. Közli Hirsch-sel, hogy többé nem kíván Jason Bourne lenni, majd az érkező CIA-sok elől kiugrik az ablakon a szomszéd tetőre. Vosen éppen akkor nyit rá Landyre, mikor az a Fekete hanga-papírokat faxolja tovább. Bourne-t a tetőn Paz fegyverrel tartja sakkban, azonban elbizonytalanodik, amiért korábban célpontja meghagyta életét; végül hasonlóan cselekszik. Bourne nekifut, hogy levesse magát, egyenesen a folyóba, ám ugrás közben a felérkező Vosen rálő.
Néhány hónappal később Nicky a híradót nézi valahol, amiből megtudja, Hirsch-t és Vosent letartóztatták, Ezra Kramer CIA-igazgató pedig szenátusi meghallgatáson vesz részt, amiért jóváhagyta a programot. David Webb, más néven Jason Bourne az East Riverbe veszett, bár holttestét nem találták meg. Nicky elmosolyodik, Bourne mozdulatlan teste pedig a vízben hirtelen mozogni kezd, majd elúszik.
|  | Itt a vége a cselekmény részletezésének! |

## Háttér
A film felvételei több helyszínen folytak, így New York Cityben, Olaszországban, Marokkóban, Spanyolországban, Franciaországban, Németországban és az Egyesült Királyságban, több Egyesült Államokbeli terület mellett.

## Bemutató
A Bourne-ultimátum premierjére 2007. július 31-én került sor Oklahoma Cityben. A rendezvény bevételével (ami 150 dolláros mozijegyekből gyűlt össze) megsegítették a Bethany külvárosában található The Children's Center nonprofit gyermekkórházat. A három vásznon egyszerre futó film bemutatóján Matt Damon üdvözölte a vendégeket.

### Box office
A Bourne-ultimátum augusztus első hétvégéjén került a mozikba, s 69,3 millió dollárral a toplista első helyén nyitott. Ez nem csak az akciófilmek körében kiemelkedő, s augusztus hónap legerősebb rajtja, de a 2007-es év 8. legmagasabbja is. 32%-kal múlta felül A Bourne-csapdát és 155%-kal a 2002-ben bemutatott A Bourne-rejtélyt. További jellemzője a sorozatnak, hogy képes fenntartani a folyamatos érdeklődést, azaz bevétele a nyári nagyköltségvetésű bemutatók átlagánál lassabban csökken. Ez a harmadik rész esetében sem volt másképp, így végül több mint 227 millió dollárt keresett csak hazájában, az egyetlen nyári folytatássá válva, amely képes volt túltenni elődjén.
Hasonló sikertörténet jellemzi a film nemzetközi szereplését; Észak-Amerikán kívül 215 millió dollárt ért el. Bevétele így 103 millióval több a széria középső részéénél, és 123-mal az elsőénél. Kitűnik a többi közül az Egyesült Királyság piaca, ahol 47 millió dollárnak megfelelő angol fontot gyűjtött össze.

### Kritikai fogadtatás
2007. október elején A Bourne-ultimátum értékelése több mint 200 vélemény alapján 93%-on áll a Rotten Tomatoes oldalán, ahol a különböző amerikai kritikusok írásait gyűjtik egybe. Ez tíz százalékkal jobb, mint az első és második rész fogadtatása. Az IMDb szavazói szintén több mint fél csillaggal jobbnak találták a 2007-es epizódot, 8,3 pontjával Paul Greengrass filmje az IMDb 250 legjobb filmje közé is bekerült.
Ahogy A Bourne-csapdát, ezt a filmet is kritika érte a rázkódós kameramunkáért. A filmről amúgy pozitív véleményen álló Richard Corliss a Time oldalain azon elmélkedik, „Vajon miért szenved egyes jelenetekben a kamera Parkinsonban? A kép remeg, az éppen beszélőt elhomályosítja a hallgató válla, ami bosszantja a nézőket és elvonja a figyelmüket a jelenet tartalmáról.”

#### Jelentősebb díjak és jelölések
| Díj       | Kategória                            | Jelöltek | Nyert-e? |
| --------- | ------------------------------------ | --- | -------- |
| Oscar-díj | legjobb vágás                        | Christopher Rouse                                                                                            |          |
| Oscar-díj | legjobb hang                         | Kirk Francis, Scott Millan és David Parker                                                                   |          |
| Oscar-díj | legjobb hangvágás                    | Karen M. Baker és Per Hallberg                                                                               |          |
|           |                                      | |          |
| BAFTA-díj | legjobb brit film                    | Scott Z. Burns, Patrick Crowley, Tony Gilroy, Paul Greengrass, Frank Marshall, George Nolfi és Paul Sandberg |          |
| BAFTA-díj | legjobb rendező                      | Paul Greengrass                                                                                              |          |
| BAFTA-díj | legjobb fényképezés                  | Oliver Wood                                                                                                  |          |
| BAFTA-díj | legjobb vágás                        | Christopher Rouse                                                                                            |          |
| BAFTA-díj | legjobb hang                         | Karen M. Baker, Kirk Francis, Per Hallberg, Scott Millan és David Parker                                     |          |
| BAFTA-díj | legjobb különleges vizuális effektek | Peter Chiang, Mattias Lindahl, Charlie Noble és Joss Williams                                                |          |

A film további 8 díjat nyert el különböző kritikusi és szakmai szervezetektől.